# Fryderyk Wilhelm III Pruski

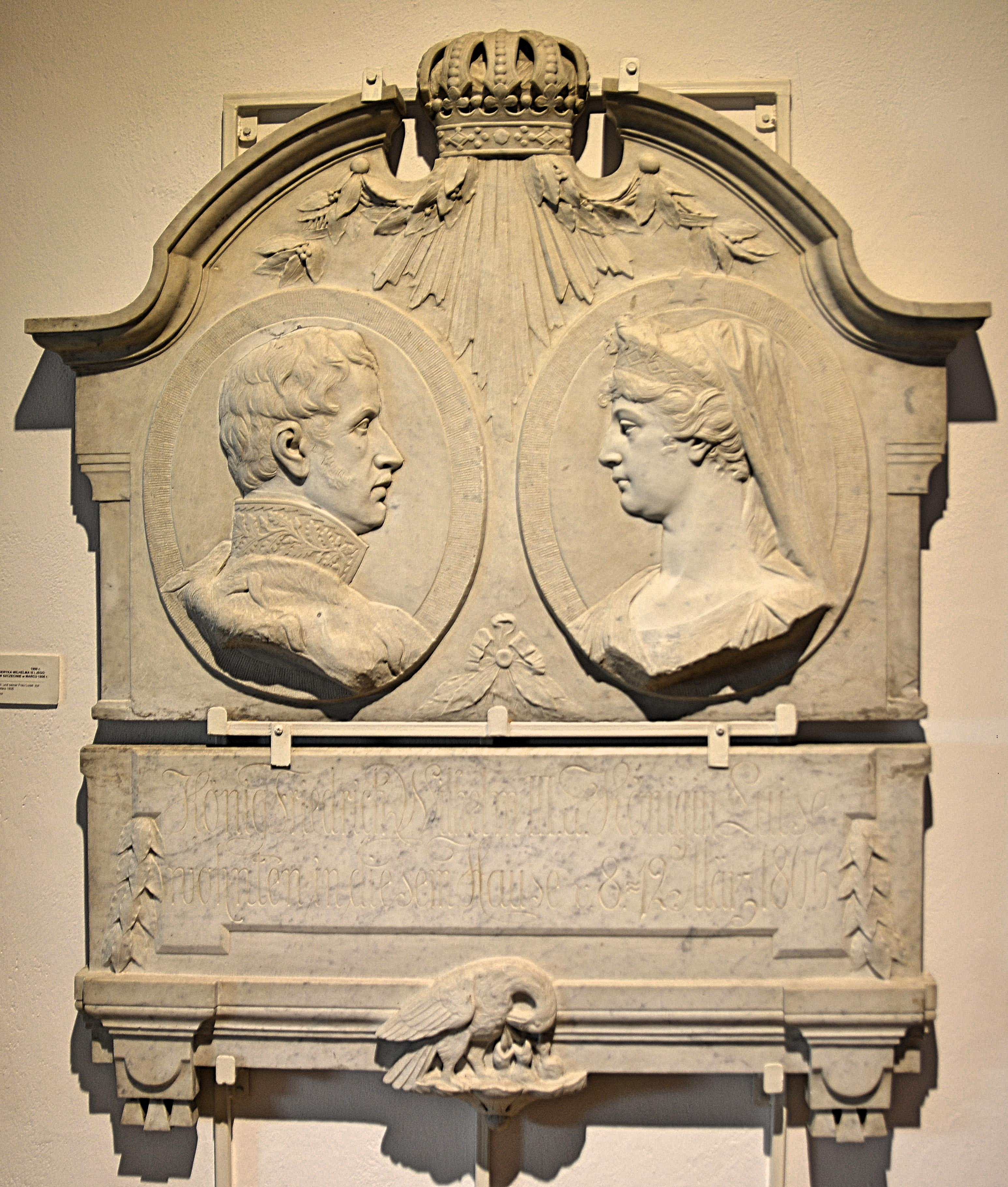
Tablica z wizerunkami Fryderyka Wilhelma III i jego żony Luizy, upamiętniająca ich pobyt w Szczecinie w 1806 r. (Muzeum Narodowe w Szczecinie)

Fryderyk Wilhelm III (ur. 3 sierpnia 1770 w Poczdamie, zm. 7 czerwca 1840 w Berlinie) – król pruski (od 1797) z dynastii Hohenzollernów.

## Życiorys

### Młodość
Syn Fryderyka Wilhelma II i Fryderyki Luizy z domu Hessen-Darmstadt. Po koronacji ojca w 1786 został oficjalnym następcą tronu. Znaczną część dzieciństwa i wczesnej młodości spędził w Paretz w powiecie Havelland w Brandenburgii, rezydencji swojego wychowawcy hrabiego Hansa von Blumenthala. Fryderyk Wilhelm miło wspominał swój pobyt wśród rodziny swego guwernera: w 1795 odkupił Paretz od rodziny von Blumenthal i zlecił architektowi Davidowi Gilly’emu budowę początkowo tzw. domku gotyckiego (1796), później (1797–1804) pałacu rezydencyjnego. Współcześni zapamiętali następcę tronu jako młodzieńca melancholijnego, pobożnego i uczciwego.
Po powrocie z podróży do Włoch i Francji 1780 (Grand Tour) podjął szkolenie wojskowe. Stopień porucznika uzyskał w 1784, pułkownikiem został w 1790. W latach 1792–1794 brał udział w działaniach wojennych przeciwko Francji.

### Król Prus
Po śmierci ojca i objęciu tronu pruskiego 16 listopada 1797 r., wprowadził pewne nieśmiałe reformy (obcięcie wydatków dworu, dymisja najbardziej znienawidzonych doradców ojca). Jak wielu Hohenzollernów miał skłonności do władzy, jednak bez umiejętności ich wykorzystania. Zbyt nieufny, aby zdać się na swoich ministrów, miał zbyt mało silnej woli, aby konsekwentnie prowadzić politykę samemu.
W czasie wojen napoleońskich prowadził początkowo politykę neutralności, udało mu się, między innymi, uniknąć uwikłania w III koalicję. Jednak sprowokowany utworzeniem Związku Reńskiego wypowiedział w 1806 roku wojnę Napoleonowi, którą szybko przegrał. Na mocy traktatu tylżyckiego w 1807 zmuszony był do rezygnacji z ziem na zachód od Łaby, zgody na utworzenie Księstwa Warszawskiego z ziem, które trafiły do rąk pruskich w II i III (a także częściowo I) rozbiorze Polski. Gdańsk stał się wolnym miastem. Ponadto Prusy zmuszone zostały do zapłacenia kontrybucji Francji oraz finansowania francuskich wojsk okupacyjnych na swoim terenie. Prusy przystąpiły również do blokady handlowej przeciwko Wielkiej Brytanii.
Choć nieudolny król po przegranej wojnie z rezygnacją pozostawił państwo swojemu losowi, grupa ministrów (August von Gneisenau, Karl August von Hardenberg, Gerhard von Scharnhorst, Heinrich vom Stein), przy życzliwym wsparciu i zachęcie królowej Luizy przeprowadziła pewne reformy społeczne, administracyjne i wojskowe. Reformy spowolniła śmierć królowej w 1810 roku. 30 października 1810 r. Fryderyk Wilhelm wydał dekret znoszący klasztory w całym państwie. Wykonano go najszybciej na Śląsku. Zamknięcie klasztorów franciszkańskich na Górze św. Anny i w Gliwicach przyczyniło się do osłabienia polskości na Górnym Śląsku.
W roku 1811 w Królewcu z jego rozkazu dokonano zniszczenia insygniów koronacyjnych królów polskich, wykradzionych w 1795 r. ze skarbca na Wawelu, które następnie przetopiono na monety.
W 1812 Prusy zmuszone zostały przez Napoleona do wysłania na wojnę z Rosją niewielkiego kontyngentu pod dowództwem generała Yorcka. Po klęsce Napoleona w Rosji Fryderyk Wilhelm zawarł sojusz z Rosją i przystąpił do koalicji antyfrancuskiej. Oddziały pruskie odegrały istotną rolę w bitwach w latach 1813 (między innymi pod Lipskiem) i 1814. Na kongresie wiedeńskim Fryderyk Wilhelm uzyskał znaczne terytoria, jakkolwiek bez całkowitej aneksji Saksonii, o którą zabiegał. Król pruski był również współtwórcą Świętego Przymierza.
W późniejszych latach życia poświęcił swoją energię na realizację rozpoczętego w 1817 roku procesu zjednoczenia kościoła luterańskiego z reformowanym w Ewangelicki Kościół Unii Staropruskiej. Jego poglądy ewoluowały stopniowo w stronę reakcyjnych. Wbrew obietnicom składanym w 1813 r. nie nadał Prusom konstytucji.

## Odznaczenia
- Wielki Mistrz Orderu Orła Czarnego[3]
- Wielki Mistrz Orderu Wojskowego Pour le Mérite[3]
- Wielki Mistrz Orderu Orła Czerwonego[3]
- Wielki Mistrz Orderu Krzyża Żelaznego (fundator)[3]
- Wielki Mistrz Orderu Ludwiki (fundator)[3]
- Wielki Krzyż Orderu Ernestyńskiego (Saksonia)[3]
- Order Słonia (1814, Dania)[3]
- Order Świętego Huberta (Bawaria)[3]
- Order Korony Rucianej (Saksonia)[3]
- Order Świętego Andrzeja (Rosja)[3]
- Order Świętego Jerzego (Rosja)[3]
- Order Królewski Serafinów (1797, Szwecja)[3]
- Order Podwiązki (Anglia)[3]
- Order Złotego Runa (Hiszpania)[3]
- Order Ducha Świętego (Francja)[3]
- Wstęga Trzech Orderów (1825, Portugalia)[4]:
  - Krzyż Wielki Orderu Wojskowego Chrystusa
  - Krzyż Wielki Orderu Wojskowego Świętego Benedykta z Avis
  - Krzyż Wielki Orderu Wojskowego Świętego Jakuba od Miecza
- Krzyż Wielki Orderu Legii Honorowej (1805, Francja)[3]
- Krzyż Wielki Orderu Marii Teresy (Austria)[3]
- Krzyż Wielki Orderu Korony (Wirtembergia)[3]
- Krzyż Wielki Orderu Wierności (Badenia)[3]
- Krzyż Wielki Orderu Lwa Zeryngeńskiego (Badenia)[3]
- Krzyż Wielki Orderu Ludwika (Hesja)[3]
- Krzyż Wielki Orderu Sokoła Białego (Weimar)[3]
- Order Najwyższy Świętego Zwiastowania nadany w 1833 r. przez Karola Alberta króla Sardynii[5]

## Rodzina
W dniu 24 grudnia 1793 wziął ślub z Luizą z Meklemburgii-Strelitz (1776–1810). Z tego związku urodziło się dziewięcioro dzieci, między innymi dwóch kolejnych królów pruskich:
- Fryderyk Wilhelm IV Pruski (1795–1861) – król Prus,
- Wilhelm I Hohenzollern (1797–1888) – cesarz niemiecki,
- Charlotta Hohenzollern (1798–1860) – żona cara Rosji Mikołaja I Romanowa,
- Karol Hohenzollern (1801–1883) – generał pruski, małżonek Marii z Saksonii-Weimaru-Eisenach wnuczki cara Rosji Pawła I
- Aleksandra Hohenzollern (1803–1892) – żona Pawła Fryderyka, wielkiego księcia Meklemburgii-Strelitz,
- Ludwika Hohenzollern (1808–1870) – żona Fryderyka, księcia Holandii,
- Albrecht Hohenzollern (1809–1872) – generał pruski, małżonek księżniczki holenderskiej, Marianny Orańskiej.

W 1824 zawarł morganatyczne małżeństwo z hrabiną Augustą von Harrach (1800–1873). Nadał jej tytuł księżnej legnickiej (niem. Fürstin von Liegnitz) i hrabiny von Hohenzollern.
Fryderyk Wilhelm III zmarł 7 czerwca 1840 r. w Berlinie, pochowany został w mauzoleum w parku w Charlottenburgu obok pierwszej żony, Luizy.

## Genealogia
| Prapradziadkowie                                         | Król Prus Fryderyk I Hohenzollern (1657–1713) ∞1684 Zofia Charlotta Hanowerska (1668–1705)                 | Król Wielkiej Brytanii Jerzy I Hanowerski (1660–1727) ∞1682 Zofia Dorota Welf (1666–1726)                  | Ferdynand Albrecht I z Brunszwiku-Lüneburga (1636–1687) ∞1667 Krystyna z Hesji-Eschwege (1648–1702)                  | Ludwik Rudolf z Brunszwiku-Lüneburga (1671–1735) ∞1690 Krystyna Luiza Oettingen-Oettingen (1671–1747)                | landgraf Hesji-Darmstadt Ernest Ludwik (1667–1739) ∞1687 Dorota Charlotta Hohenzollern (1661–1705)         | Jan Reinhard III z Hanau (1665–1736) ∞1699 Dorota Fryderyka Hohenzollern (1676–1731)                       | Christian II Wittelsbach (Pfalz-Birkenfeld) (1637–1717) ∞1667 Katarzyna Agata Rappoltstein (1648–1683)     | Ludwik z Nassau-Saarbrücken (1663–1713) ∞1699 Filipina Henrietta Hohenlohe-Langenburg (1679–1751)          |
| Pradziadkowie                                            | król w Prusach Fryderyk Wilhelm I Hohenzollern (1688–1740) ∞1706 Zofia Dorota Hanowerska (1687–1757)       | król w Prusach Fryderyk Wilhelm I Hohenzollern (1688–1740) ∞1706 Zofia Dorota Hanowerska (1687–1757)       | Ferdynand Albrecht II z Brunszwiku-Lüneburga (1680–1735) ∞1712 Antonina Amalia z Brunszwiku-Wolfenbüttel (1696–1762) | Ferdynand Albrecht II z Brunszwiku-Lüneburga (1680–1735) ∞1712 Antonina Amalia z Brunszwiku-Wolfenbüttel (1696–1762) | landgraf Hesji-Darmstadt Ludwik VIII (1691–1768) ∞ 1717 Charlotta Krystyna Hanau-Lichtenberg (1700–1726)   | landgraf Hesji-Darmstadt Ludwik VIII (1691–1768) ∞ 1717 Charlotta Krystyna Hanau-Lichtenberg (1700–1726)   | Christian III Wittelsbach (Pfalz-Zweibrücken) (1674–1735) ∞ 1719 Karolina Nassau-Saarbrücken (1704–1774)   | Christian III Wittelsbach (Pfalz-Zweibrücken) (1674–1735) ∞ 1719 Karolina Nassau-Saarbrücken (1704–1774)   |
| Dziadkowie                                               | August Wilhelm Hohenzollern (1722–1758) ∞1742 Luiza Amelia z Brunszwiku-Wolfenbüttel (1722–1780)           | August Wilhelm Hohenzollern (1722–1758) ∞1742 Luiza Amelia z Brunszwiku-Wolfenbüttel (1722–1780)           | August Wilhelm Hohenzollern (1722–1758) ∞1742 Luiza Amelia z Brunszwiku-Wolfenbüttel (1722–1780)                     | August Wilhelm Hohenzollern (1722–1758) ∞1742 Luiza Amelia z Brunszwiku-Wolfenbüttel (1722–1780)                     | landgraf Hesji-Darmstadt Ludwik IX (1719–1790) ∞1741 Karolina Wittelsbach (Pfalz-Zweibrücken) (1721–1774)  | landgraf Hesji-Darmstadt Ludwik IX (1719–1790) ∞1741 Karolina Wittelsbach (Pfalz-Zweibrücken) (1721–1774)  | landgraf Hesji-Darmstadt Ludwik IX (1719–1790) ∞1741 Karolina Wittelsbach (Pfalz-Zweibrücken) (1721–1774)  | landgraf Hesji-Darmstadt Ludwik IX (1719–1790) ∞1741 Karolina Wittelsbach (Pfalz-Zweibrücken) (1721–1774)  |
| Rodzice                                                  | Król Prus Fryderyk Wilhelm II Hohenzollern (1744–1797) ∞1769 Fryderyka Luiza z Hesji-Darmstadt (1751–1805) | Król Prus Fryderyk Wilhelm II Hohenzollern (1744–1797) ∞1769 Fryderyka Luiza z Hesji-Darmstadt (1751–1805) | Król Prus Fryderyk Wilhelm II Hohenzollern (1744–1797) ∞1769 Fryderyka Luiza z Hesji-Darmstadt (1751–1805)           | Król Prus Fryderyk Wilhelm II Hohenzollern (1744–1797) ∞1769 Fryderyka Luiza z Hesji-Darmstadt (1751–1805)           | Król Prus Fryderyk Wilhelm II Hohenzollern (1744–1797) ∞1769 Fryderyka Luiza z Hesji-Darmstadt (1751–1805) | Król Prus Fryderyk Wilhelm II Hohenzollern (1744–1797) ∞1769 Fryderyka Luiza z Hesji-Darmstadt (1751–1805) | Król Prus Fryderyk Wilhelm II Hohenzollern (1744–1797) ∞1769 Fryderyka Luiza z Hesji-Darmstadt (1751–1805) | Król Prus Fryderyk Wilhelm II Hohenzollern (1744–1797) ∞1769 Fryderyka Luiza z Hesji-Darmstadt (1751–1805) |
| Fryderyk Wilhelm III Hohenzollern (1770–1840), król Prus | | | | | | | | |